# Oberroth
Oberroth es un municipio situado en el distrito de Nuevo Ulm, en el estado federado de Baviera (Alemania), con una población a finales de 2016 de unos 899 habitantes.
Se encuentra ubicado al oeste del estado, en la región de Suabia, a poca distancia de la frontera con el estado de Baden-Wurtemberg.